# Ауреа (співачка)
Ауреа (нар. 7 вересня 1987 року, Сантіагу-ду-Касен, Португалія) — португальська поп-співачка.

## Життєпис
Ауреа народилася 7 вересня 1987 року у Сантіагу-ду-Касен. Дитинство провела у Алгарве. У 2008 році співачка випустила перший сингл «Okay Alright», який став саундтреком до мильної опери «Полуниці з цукром». У 2010 році Ауреа випустила свій перший альбом «Aurea», який швидко став найпопулярнішим альбомом у Португалії. Хіт «Busy for Me» (з альбому «Aurea») став найуспішнішим синглом альбому. Наступний альбом співачки «Soul Notes» посів п'яту позицію в чарті. Проте наступні два альбоми («Restart» та «Confessions») знову стали найпопулярнішими в країні.

## Дискографія
- Aurea (2010)
- Soul Notes (2012)
- Restart (2016)
- Confessions (2018)
- Moods (2023)